# Horst Winterstein

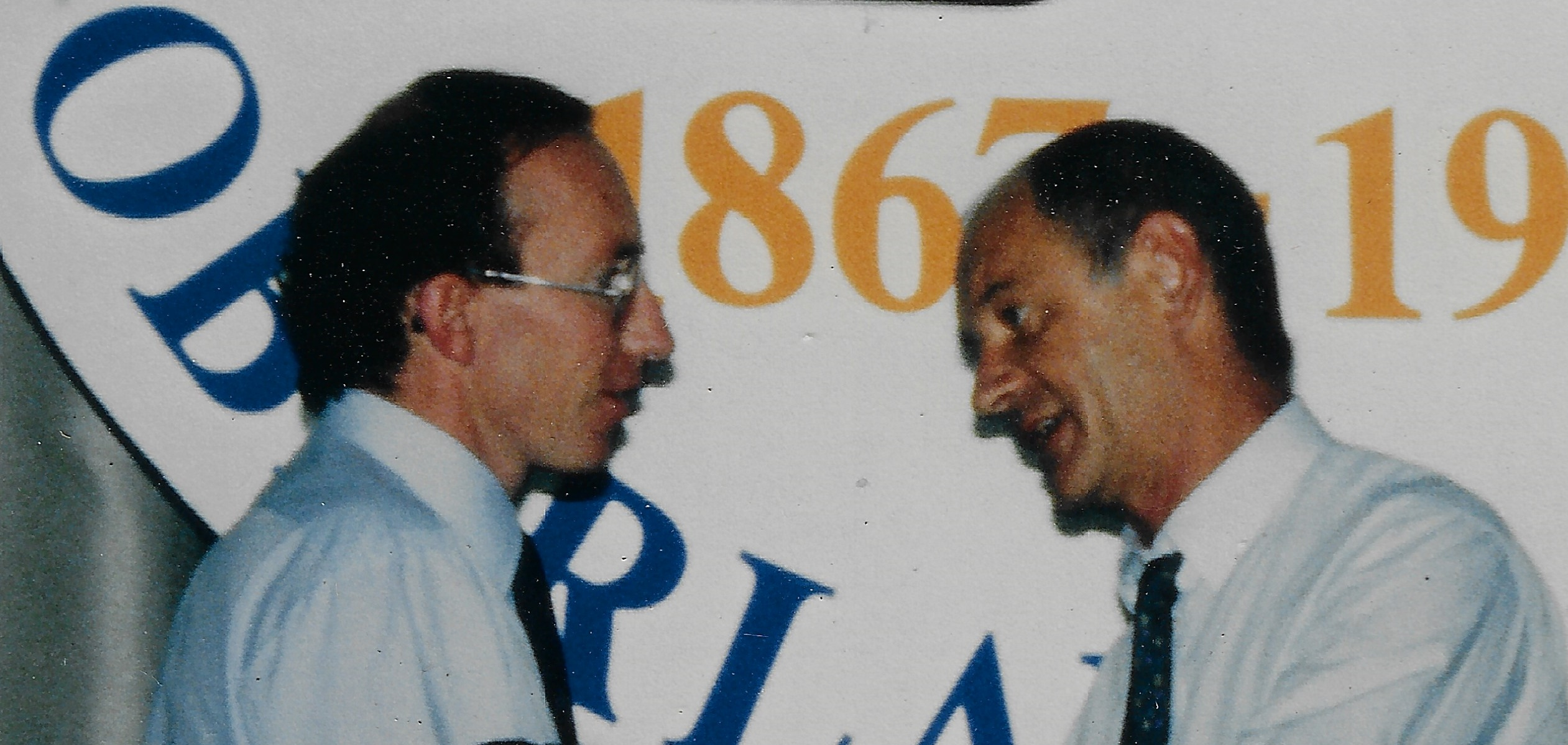
Horst Winterstein (rechts) mit Franz-Josef Sehr am 2. August 1986 beim Kreisfeuerwehrtag Limburg-Weilburg

Horst Winterstein (* 5. Oktober 1934 in Novi-Sivac, Jugoslawien; † 24. Juli 2006) war ein deutscher Politiker (SPD).

## Leben und Beruf
Horst Winterstein ist der Sohn des SPD-Politikers Ladislaus Winterstein und Bruder des SPD-Politikers Norbert Winterstein. Horst Winterstein verbrachte seine Kindheit in Jugoslawien, die Familie musste das Land aber nach dem Zweiten Weltkrieg verlassen. Nach dem Abitur nahm er ein Studium der Rechts- und Staatswissenschaften in Frankfurt am Main auf, welches er mit der Ersten juristischen Staatsprüfung beendete. Anschließend war er bis zum Jahr 1966 bei der Finanzverwaltung des Landes Hessen beschäftigt und wurde zudem als Rechtsanwalt zugelassen.

## Partei
Winterstein trat im Jahr 1951 der SPD bei und war später stellvertretender Vorsitzender des SPD-Bezirks Hessen-Süd sowie Mitglied im Landesvorstand der Partei. Er übernahm im SPD-Ausschlussverfahren gegen Diether Dehm nach dessen Enttarnung als Inoffizieller Mitarbeiter der DDR-Staatssicherheit im Mai 1996 die Funktion seines innerparteilichen Rechtsbeistands. Winterstein behauptete, der Forschungsverbund SED-Staat habe von der Deutschen Bank einen „Mehrere-hunderttausend-D-Mark-Betrag“ bekommen, um den „Banken-Gegner Dieter Dehm“ als IM-Spitzel zu enttarnen. Klaus Schroeder bezeichnete diese Darstellung in der FAZ als „Märchen“.

## Abgeordneter
Winterstein war in den Jahren 1960 bis 1978 Stadtverordneter in Hattersheim am Main und wurde 1968 Mitglied des dortigen Kreistags. Er gehörte vom 8. Juni 1976 (als Nachfolger des ausgeschiedenen Abgeordneten Heiner Dudene) bis zum 5. April 1991 dem Hessischen Landtag in dessen 8. bis 13. Legislaturperiode an, war dort von 1978 bis 1980 stellvertretender Vorsitzender und vom 26. März 1980 bis zum 26. Juni 1984 Vorsitzender der SPD-Fraktion. Er kandidierte jeweils erfolglos im Wahlkreis Main-Taunus II; der Einzug ins Landesparlament gelang ihm stets über die Landesliste der SPD.

## Öffentliche Ämter
Winterstein wurde am 4. Juli 1984 als Hessischer Minister des Innern in die von Ministerpräsident Holger Börner geführte Hessische Landesregierung berufen. Während seiner Amtszeit galt er als Unterstützer der rot-grünen Koalition und als Bindeglied zwischen dem Hessischen Minister für Umwelt und Energie Joschka Fischer und dem Ministerpräsidenten. Nach dem Bruch der Koalition im Februar 1987 und der Wahlniederlage der SPD bei den Landtagswahlen am 5. April 1987 schied Winterstein am 24. April 1987 aus der Regierung aus und wurde als Minister des Innern vom CDU-Politiker Gottfried Milde abgelöst.
Siehe auch: Kabinett Börner III

## Sonstige Funktionen
Von 1998 bis 2004 war Winterstein Aufsichtsratsvorsitzender des hessischen DJH-Landesverbands.

## Ehrungen
- 1983: Verdienstkreuz 1. Klasse der Bundesrepublik Deutschland

## Veröffentlichungen
- Für die Stasi ein Staatsfeind – für Gauck auch! – Das Lehrstück Dehm In: Jochen Zimmer (Hrsg.): Das Gauck-Lesebuch. Eine Behörde abseits der Verfassung?, Eichborn-Verlag, 1999, ISBN 3-8218-1532-9. Online-Fassung auf der Website Diether Dehm, den er in diesem Artikel entgegen den öffentlichen Beschuldigungen Wolf Biermanns als Verteidiger Dehms von dem Verdacht freispricht, sich als MFS-Spitzel das Vertrauen des aus der DDR vertriebenen Liedermachers erschlichen zu haben. Diese Darstellung Wintersteins gilt für den Politikwissenschaftler und DDR-Forscher Klaus Schroeder in einer Rezension, die im November 2016 veröffentlicht wurde, als sehr unglaubwürdig.[4]